# Yang Ling
Yang Ling (chiń. upr. 杨凌; chiń. trad. 楊淩; pinyin Yáng Líng, ur. 24 maja 1972) – chiński strzelec sportowy. Dwukrotny medalista olimpijski.
Specjalizował się w strzelaniu do ruchomej tarczy na dystansie 10 metrów. Triumfował w tej konkurencji na igrzyskach w 1996 (pobił rekord olimpijski), cztery lata później obronił tytuł. W 2002 zdobył srebro na mistrzostwach świata indywidualnie i brąz w drużynie. Był medalistą mistrzostw Azji i igrzysk azjatyckich.